# بيتر سلرز
بيتر سلرز ( 8 سبتمبر 1925 - 24 يوليو 1980) (بالإنجليزية:Peter Sellers) ريتشارد هنري سلرز (بالإنجليزية:Richard Henry Sellers)، هو ممثل بريطاني بدأ التمثيل عام 1948 و حتى عام 1980، اشتهر بأدائه لشخصية المفتش كلوزو في سلسلة أفلام النمر الوردي التي أخرجها بليك إدواردز. يعتبر الممثل البريطاني الموهوب بيتر سيلرز واحداً من أفضل ممثلي الكوميديا عموماً، وهو يدين بالفضل في شهرته وبروز موهبته إلى قدرته على التقليد وتقمص الشخصيات مهما كانت لهجتها أو طبيعتها. وقد نمّى سيلرز موهبته بالتقليد أثناء عمله في إذاعة البي بي سي عندما كان يحاول دخول عالم السينما بأفلام بريطانية متواضعة نوعاً ما في بداياته. وطبيعة الأدوار الكوميدية التي قدمها توحي للمشاهد بأن هذا الممثل يعيش في محيط ضاحك لا يكف عن الضحك إلا كي يبتسم ولا ينهي ابتسامته إلا بتعليق ساخر. لكن، الواقع كان العكس تماماً فقد كانت صحته معتلة في كثير من الأحيان فكان يعاني من الجلطات المتفاوتة الخطورة بين الحين والآخر والأهم من ذلك أنه كان يعاني أزمة نفسية.
عاش سيلرز طفولته مدللاً من قبل والديه، الأمر الذي ألقى ظلالاً سلبية على حياته، فقد عاش تخبطات عاطفية عديدة ولم يستطع أن يتولى مسؤولياته الزوجية بشكل جيد مما أدى إلى فشل زيجاته الأربع. يقول سيلرز عن نفسه (أنا مثال كلاسيكي لروح الدعابة، أكون خفيف دم ومضحكاً فقط على الشاشة). وقد تعرضت موهبته للاستغلال السيئ من خلال مشاركته في أفلام تجارية رخيصة لم ترتق للمستوى المطلوب لكنه أداها عموماً من أجل الكسب المادي في ظل حاجته وإسرافه المتزايد على نفسه.
شارك سيلرز في أهم كلاسيكيات الكوميديا وأفضلها على الإطلاق ألا وهو فيلم دكتور سترينجلوف كما قدم عدة أدوار رائعة في أفلام ما كنا لنتخيلها بهذا الكمال من دونه مثل سلسلة (النمر الوردي) البوليسية. حياة بيتر سيلرز بدموعه وابتساماته كانت موضوع الفيلم التلفزيوني (حياة وموت بيتر سيلرز) وأدى شخصيته باقتدار الممثل الأسترالي جيفري رش.

## من أفلامه
- لوليتا
- دكتور سترينجلوف
- النمر الوردي
- الحفلة
- كازينو رويال
- أن تكون هناك

## وصلات خارجية
- الموقع الرسمي
- بيتر سلرز على موقع IMDb (الإنجليزية)
- بيتر سلرز على موقع ميتاكريتيك (الإنجليزية)
- بيتر سلرز على موقع الموسوعة البريطانية (الإنجليزية)
- بيتر سلرز على موقع روتن توميتوز (الإنجليزية)
- بيتر سلرز على موقع مونزينجر (الألمانية)
- بيتر سلرز على موقع ألو سيني (الفرنسية)
- بيتر سلرز على موقع ميوزك برينز (الإنجليزية)
- بيتر سلرز على موقع تيرنر كلاسيك موفيز (الإنجليزية)
- بيتر سلرز على موقع أول موفي (الإنجليزية)
- بيتر سلرز على موقع قاعدة بيانات الأفلام السويدية (السويدية)
- بيتر سلرز في موقع شاشة الإنترنت [الإنجليزية]‏ التابع لمعهد الفيلم البريطاني